# Twistesee
Twistesee is een vrij klein stuwmeer in de Duitse deelstaat Hessen. Het meer ligt in het district Waldeck-Frankenberg, iets ten oosten van de plaats Bad Arolsen. Het werd in 1977 in gebruik genomen. De plaats Wetterburg ligt aan het meer.